# Erik Boheman
Erik Carlsson Boheman (ur. 19 stycznia 1895, zm. 18 września 1979) – szwedzki dyplomata i polityk, były poseł szwedzki w Polsce, odznaczony Krzyżem Wielkim Orderu Odrodzenia Polski.
W 1918 został zatrudniony na stanowisku attaché w szwedzkiej placówce dyplomatycznej w Paryżu, a następnie w Londynie. Od 1921 pracował w szwedzkim ministerstwie spraw zagranicznych, gdzie w latach 1928–1931 pełnił funkcję szefa wydziału ds. politycznych. W 1934 został mianowany na stanowisko szwedzkiego posła w Warszawie, akredytowanego również w Bukareszcie, którą to funkcję sprawował do 1938, kiedy został powołany na stanowisko sekretarza stanu w ministerstwie spraw zagranicznych. Po II wojnie światowej pełnił funkcję szwedzkiego ambasadora w Londynie (1947–1948) oraz Waszyngotnie (1948-1958).
Po zakończeniu misji w USA został członkiem izby wyższej szwedzkiego parlamentu z ramienia Ludowej partii liberałów z okręgu Göteborg. Od 1965 do 1970, czyli do momentu likwidacji izby wyższej, zajmował stanowisko jej przewodniczącego.

## Publikacje
- På vakt. Från attaché till sändebud: minnesanteckningar (1963)
- På vakt. Kabinettssekreterare under andra världskriget (1964)
- Tankar i en talmansstol (1970)